# Троянівка (Хмельницький район)
Трояні́вка — село в Україні, у Теофіпольській селищній громаді Хмельницького району Хмельницької області.
Населення становить близько 200 осіб. Розташоване на берегах річки Норки, притоки Полкви, за 7 кілометрів від Теофіполя. На околиці села знаходиться давній курган.

## Назва
Назва села, очевидно, походить від імені засновника або ж першого поселенця. За переказами, ними були троє селян, що називалися Янами. Від того й придбало ім'я село.

## Географія
У селі є ставок, ліс, джерело та кар'єр.
Також селі є початкова школа, клуб, бібліотека, медичний пункт. До Троянівки підведено шосейну дорогу. Потреби людей у товарах першої необхідності задовольняє магазин.також є термінал, місця для відпочинку,гойдалки та гарні краєвиди

## Історія
Вперше Троянівку згадано в документах від 3 квітня 1572 року, що зберігаються в архіві князів Сапегів. У 1593 році її повністю спалили татари.
У XVI столітті Троянівка відносилася до Базалійської волості, належала князям Острозьким. З 1753 року селом заволоділи князі Сапеги. Потім В. І. Сапега продав його орендареві поміщику Каменському. Він брав участь у польському повстанні 1863 року, за що його вислали в Сибір. Частина маєтку перейшла у власність держави.
У 1875 році в Троянівці почали будівництво церкви, яке велося 5 років. Селяни пожертвували на будову 6400 карбованців. Ця церква діє досі.
Станом на 1886 рік в колишньому власницькому селі Теофіпольської волості Старокостянтинівського повіту Волинської губернії мешкало 558 осіб, налічувалось 105 хат, існувала православна церква, школа, постоялий будинок й водяний млин.
За переписом 1897 року кількість мешканців зросла до 602 осіб (286 чоловічої статі та 316 — жіночої), з яких 588 — православної віри.
7 (20) листопада 1917 року, відповідно до.Третього Універсалу Української Центральної Ради, увійшло до складу Української Народної Республіки.
Троянівку гітлерівці захопили 7 липня 1941 року. Окупанти вивезли до Німеччини 54 жителя села. Після визволення Троянівки багато її мешканців мобілізували до радянської армії. 45 осіб жителів села загинули у боях.
12 червня 2020 року, відповідно до розпорядження Кабінету Міністрів України № 727-р «Про визначення адміністративних центрів та затвердження територій територіальних громад Хмельницької області», увійшло до складу Теофіпольської селищної громади.
19 липня 2020 року, в результаті адміністративно-територіальної реформи та ліквідації Теофіпольського району, село увійшло до складу Хмельницького району.